# КПК-3 «Рязанец»
КПК-3 «Рязанец» — советский полунавесной трёхрядный картофелеуборочный комбайн, производившийся с 1987 до 2008 года «Рязсельмашем».

## Применение
КПК-3 применяется для уборки картофеля на полях, удовлетворяющих следующим условиям:
- Почва средняя (влажность 12-24 %) или тяжёлая переувлажненная (влажность до 30 %)
- Отсутствие камней свыше 50 мм, общая масса камней в пахотном слое — до 8 т/га
- Отсутствие ботвы
- Масса растительных остатков — до 6 т/га

Агрегатируется с тракторами МТЗ-80/82, МТЗ-100/102, МТЗ-142, Т-70С, ДТ-75МХ с узкими гусеницами. Обслуживается трактористом и комбайнёром.

## Оценка
Комбайн заслужил свою популярность в картофелеводстве за счёт ряда достоинств: приёмная часть — три подкапывающие секции, включающие прорезные диски и лемех, что обеспечивало стабильную работу сепарирующих органов; шнеки-интенсификаторы в конструкции элеватора, обеспечивающие рыхление клубненосного пласта; дополнительное отделение примесей и растительных остатков за счёт пластиковых горок.
Но у него также есть несколько значительных недостатков: часто повреждает клубни; при работе на суглинках не обеспечивает достаточно хорошую сепарацию.

## Технические характеристики
- Производительность — 0,44-0,8 (основное время), 0,26-0,48 (эксплуатационное) га/ч
- Необходимые междурядья — 700 мм
- Удельный расход топлива при агрегатировании

- с колесными тракторами — 30 кг/га
- с гусеничными — 40 кг/га

- Скорость

- рабочая — 2-6 км/ч
- транспортная — до 25 км/ч

- Ширина захвата — 2,1 м
- Глубина хода лемехов — до 25 см
- Вместимость бункера — 1,5 т
- Размеры — 8000x5000x3300 мм
- Масса — 6 т